# Fantasy-Jahr 1930
Übersicht

Fantasy-Jahr 1930 | 1931 | 1932 | 1933 | 1934 | ► | ►►

Weitere Ereignisse

## Neuerscheinungen Filme
| Deutscher Titel               | Deutschsprachiges Erscheinungsjahr | Originaltitel           | Regie               | Anmerkungen                        |
| ----------------------------- | ---------------------------------- | ----------------------- | ------------------- | ---------------------------------- |
|                               |                                    | Alf’s Button            | W.P. Kellino        |                                    |
|                               |                                    | Kismet                  | John Francis Dillon |                                    |
|                               |                                    | Liliom                  | Frank Borzage       |                                    |
|                               |                                    | Outward Bound           | Robert Milton       |                                    |
|                               |                                    | Playful Pan             | Burt Gillett        |                                    |
| Der Teufel mit dem alten Weib |                                    |                         | Julius Pinschewer   |                                    |
| Das Waldhaus                  |                                    |                         | Alf Zengerling      | Nach Das Waldhaus der Brüder Grimm |
|                               |                                    | The Wizard’s Apprentice | Sidney Levee        |                                    |

## Geboren
- Lin Carter († 1988)
- Marion Zimmer Bradley († 1999)